# Col du Bouchet
Ne doit pas être confondu avec Pointe du Bouchet ou Aiguille du Bouchet.
Le col du Bouchet est un col des Alpes françaises situé à 2 993 mètres d'altitude dans le département de la Savoie, entre les communes d'Orelle et des Belleville.

## Toponymie
Le nom de Bouchet, attribué à ce col, est un toponyme que l'on trouve sur le territoire d'Orelle notamment pour le hameau de Plan-Bouchet (le vallon du centre de la station de ski d'Orelle), l'aiguille du Bouchet, le ruisseau du Bouchet ou encore le glacier du Bouchet.
Selon Adolphe Gros, le toponyme Bouchet, tant pour le hameau que pour le glacier, proviendrait d'un nom d'homme.

## Géographie
Le col est situé entre le col de la Montée du Fond à l'ouest et la pointe de Thorens à l'est.

## Tourisme
Le col accueille les gares d'arrivée du funitel de Thorens et de la tyrolienne d'Orelle. Il dessert les pistes de Lory (Orelle, bleue), Asters et Chocard (Val Thorens, rouge et bleue).

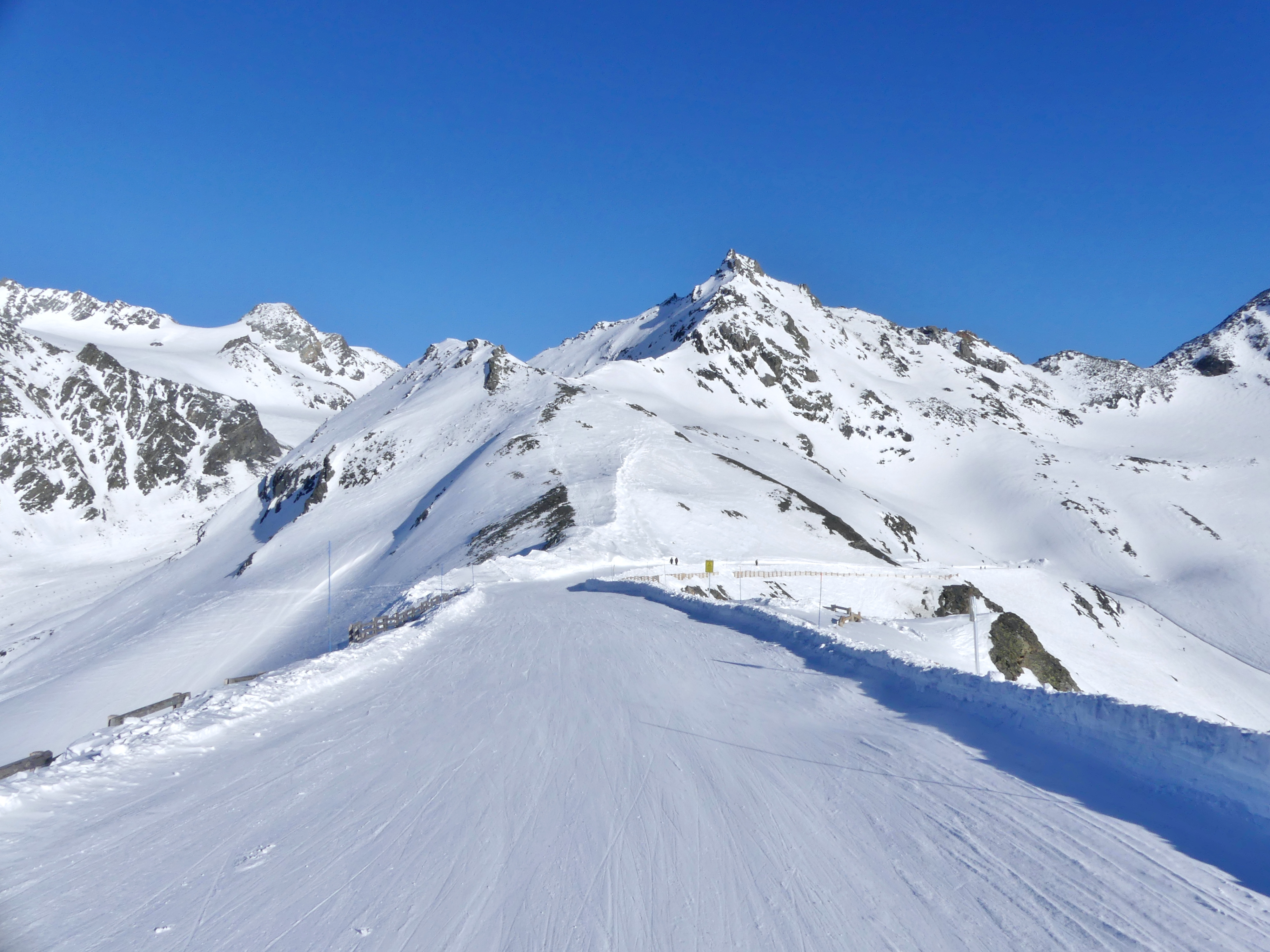
Vue du col en hiver depuis la piste bleue Lory dominée par la pointe de Thorens.